# Het balboekje
Het balboekje is een hoorspel dat gebaseerd is op het scenario van de film Un carnet de bal van Julien Duvivier (met onder andere Fernandel, Louis Jouvet en Raimu), uitgebracht in 1937. De dialogen waren van Jean Sarment, Henri Jeanson en Bernard Zimmer. De AVRO zond de hoorspelbewerking uit op donderdag 20 december 1956. Voor de Nederlandse vertaling tekende John Vogelpoel en de spelleiding berustte bij Kommer Kleijn. De uitzending duurde 88 minuten.

## Rolverdeling
- Peronne Hosang (Christine)
- Louis de Bree (Raymond)
- Mien van Kerckhoven-Kling (Madame Audier)
- Tine Medema (Rose)
- John de Freese (Jo)
- Fé Sciarone (Barbara)
- Han König (Baron de Brochel)
- Frans Somers (een politie-inspecteur)
- Jan van Ees (pater Dominique)
- Rien van Noppen (François Patusset)
- Ellen de Thouars (Cécile)
- Bert Dijkstra (Thierry)
- Mela Soesman (Gaby)
- John de Freese (Fabien)
- Sylvia Schipper (zijn dochtertje)
- Johan Wolder (Jacques)

## Inhoud
De man van Christine de Guérande is overleden. Ze zoekt in zijn bezittingen en vindt het boekje van haar eerste bal, toen ze nog maar zestien was. Gedreprimeerd en vol heimwee beslist ze uit te vissen wat er geworden is van haar toenmalige danspartners en gaat op zoek naar hen. Bij Madame Audié verneemt ze dat haar zoon zelfmoord heeft gepleegd toen hij hoorde dat ze ging trouwen. Pierre, een jonge en briljante advocaat leidt nu een bende oplichters nadat hij bij de balie was geschrapt. Alain is uit liefdesverdriet tot een orde toegetreden. Éric, bergbeklimmersgids, heeft in zijn liefde voor de weidse natuur een ersatz gevonden voor zijn teleurstellingen. François is burgemeester geworden van een dorpje in de Midi en Christine dringt binnen in zijn leven op het ogenblik dat hij met zijn dienstbode gaat trouwen. Thierry, die verlies na verlies leed, houdt zich als dokter vooral bezig met abortussen en hij vermoordt zijn maîtresse na het vertrek van zijn vroegere geliefde. Het is met Fabien, een eenvoudige kapper, dat Christine een nostalgische bedevaart maakt naar de zaal van haar eerste bal. Haar illusies zijn stukgeslagen door een ontgoochelende realiteit en Christine adopteert ten slotte Jacques, de zoon van haar laatste aanbidder, die overleden is kort nadat hij bankroet ging…